# Edrick Floréal
Edrick Floréal, född 5 oktober 1966, är en friidrottare från Kanada. Han deltog vid olympiska sommarspelen 1988 och olympiska sommarspelen 1992.